# Fuchsia boliviana
Fuchsia boliviana là một loài thực vật có hoa trong họ Anh thảo chiều. Loài này được Carrière mô tả khoa học đầu tiên năm 1876.

## Hình ảnh

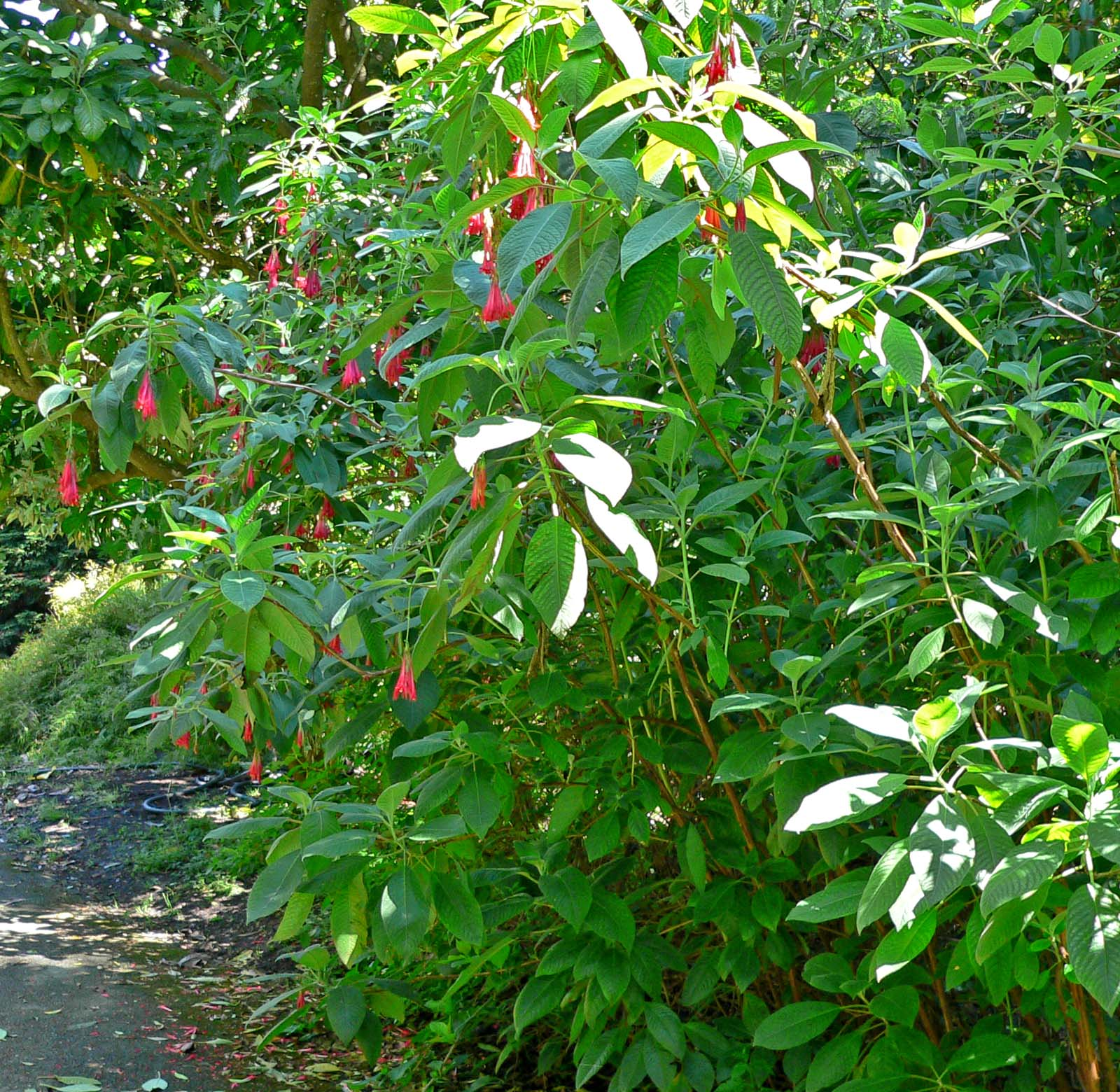
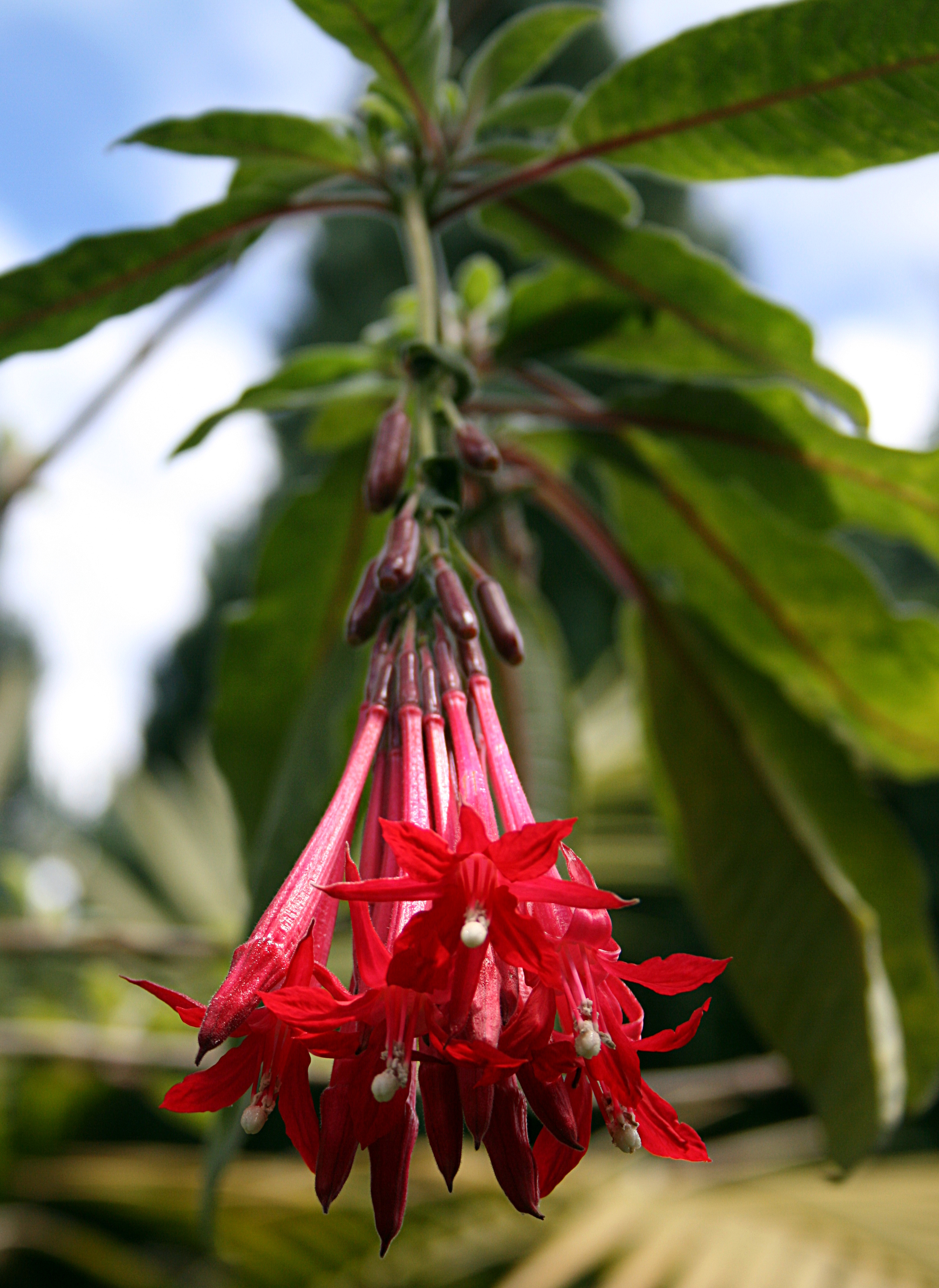
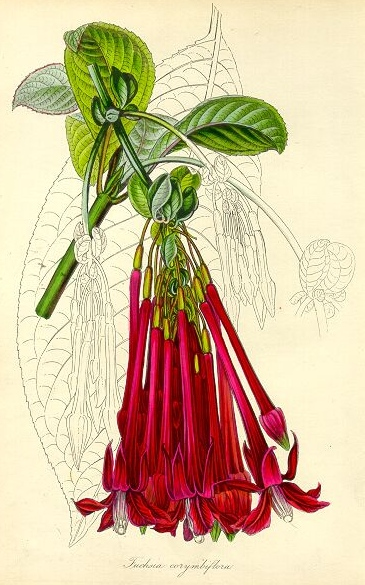